# 北村拓也
北村拓也（きたむら たくや、1992年〈平成4年〉 - ）は、日本の起業家、教育者、研究者。株式会社テックチャンスの共同創業者・取締役。広島大学スタートアップ推進部門特任助教を務め、学生の起業支援や教育分野で多岐にわたる活動を展開している。中学時代の不登校経験をきっかけに、教育における課題解決をテーマに取り組む。

## 略歴
出典: 
- 2011年3月 - 高校卒業
- 2012年4月 - 広島大学工学部 入学
- 2014年11月 - 大学3年次に出版社を設立
- 2015年7月 - 大学4年次に社名をUbermensch株式会社へ変更
- 2016年3月 - 広島大学工学部 卒業
- 2016年4月 - 広島大学大学院工学研究科 入学
- 2017年3月 - 株式会社テックチャンス[3]を設立、取締役に就任
- 2017年9月 - 修士課程2年を早期修了（半年短縮）
- 2017年10月 - 広島大学大学院工学研究科博士課程後期 入学
- 2019年4月 - Ubermensch株式会社を売却
- 2019年5月 - 株式会社こうゆう[8] 執行役員CTOに就任
- 2019年6月 - 株式会社REBRON 代表取締役 就任
- 2019年6月 - 広島大学 特別校友に認定
- 2019年6月 - Makers University交通費基金 設立
- 2019年7月 - 広島大学 学長特任補佐 就任
- 2019年8月 - 株式会社Cyship 代表取締役 就任
- 2019年9月 - 広島大学大学院工学研究科博士課程後期を早期修了（1年短縮）
- 2019年10月 - 広島大学 特任助教 就任
- 2020年3月 - 株式会社こうゆう 執行役員CTO 退職
- 2020年5月 - 東京で新聞配達員としてアルバイト（退職）
- 2022年4月 - 株式会社CryptoGames[9] プロデューサー
- 2022年9月 - doublejump.tokyo株式会社[10] アドバイザー就任
- 2022年12月 - 株式会社CryptoGames 退職
- 2023年1月 - doublejump.tokyo株式会社 企画責任者

## 受賞
- 優秀ポスター発表賞 北村拓也, 林雄介, 平嶋宗, トゥールミンの三角ロジックを用いた論理的思考力育成支援システムの設計・開発 (2015年度JSiSE学生研究発表会、2015年度)[11]

- 教育システム情報学会研究会優秀賞 前田啓輔, 北村拓也, 本多俊雄, 茅島路子, 宇井美代子, 林雄介, 平嶋宗 (教育システム情報学会研究会、2016年度) [12]

- 論理的思考力向上のためのゲーミフィケーションを用いたオンラインディベートシステムの設計・開発 北村拓也, 林雄介, 平嶋宗 (2016年度) [12]

- ドリームチャレンジ賞 北村拓也, 村尾謙一 (第広島大学校友会、広島大学同窓会第10回ドリームチャレンジ賞、2016年度) [12][13]

- 最優秀賞:総務省中国総合通信局長賞 (第20回HiBiSインターネットビジネスフォーラム2016 学生部門) 北村拓也, 村尾謙一, 森田浩平 (2016年度) [12]

- 学生ケータイあわーど2016 アプリ制作部門 入賞 北村拓也, 村尾謙一, 森田浩平, Team:codeIT (学生ケータイあわーど2016、2016年度) [12]

- ハシゴアプリチャレンジ2016 テクニック賞 北村拓也 (2016年度) [12]

- ひろしまヤングベンチャー大賞 北村拓也 (第23回ひろしまベンチャー助成金、2016年度) [12]

- 成績優秀学生 (広島大学エクセレント・スチューデント・スカラシップ 、2016年度) [12][14]

- 優秀賞 北村拓也, 青木海, 諸星智也, 鏑木かおり, 久野和敏, 高井基己, 伊与部美咲, Team:enpitsu (分野地域を越えた実践的情報教育協働ネットワークenPiT2016 筑波大学ワークショップ、2016年度) [12]

- 優秀賞 第1位  北村拓也, 青木海, 諸星智也, 鏑木かおり, 久野和敏, 高井基己, 伊与部美咲, Team:enpitsu (分野地域を越えた実践的情報教育協働ネットワークenPiT2016 BizApp/BizSysD分野ワークショップ、2016年度) [12]

- 優秀賞（セキュリティキャンプアワード2017、2016年度) [12]

- テクノロジー部門 優秀賞:エネルギア中国電力賞　川嶋克明, 北村拓也, 花房亮, 橘高允伸 (キャンパスベンチャーグランプリ2016中国大会、2016年度) [12]

- ビジネス部門 最優秀賞:中国経済連合会会長賞 (キャンパスベンチャーグランプリ2016中国大会、2016年度) [12]

- 審査委員会特別賞 (キャンパスベンチャーグランプリ2016全国大会、2016年度) [12]

- 学生表彰 (広島大学工学研究科、2016年度) [12][15]

- 未踏IT人材発掘・育成事業 北村PJ（IPA 独立行政法人情報処理推進機構、2017年度）[16][17]

- SecHack365奨励賞、SecHack365グッドテーマ賞（NICT 情報通信研究機構、2018年、2019年）[16][18]

## 著書

### 論文
- Kitamura, Takuya (20 September 2019). “オープン情報構造アプローチに基づく思考外在化環境の設計・開発・評価に関する研究” [Design, Development and Evaluation of Thought Externalization Environment based on Information Structure Open Approach]. 博士論文. NAID 500001880900. 2025年1月29日閲覧.[19]

### 著書
- 『知識ゼロからのプログラミング学習術 独学で身につけるための9つの学習ステップ』秀和システム、2020年2月。ISBN 978-4-7980-6012-5。
- 『「いつも時間がない人」のためのタスク管理の結論』廣山祐仁監修、総合法令出版、2024年10月。ISBN 978-4-86280-967-4。
- 『知識ゼロからの生成AIを活用した不労所得マシンの作り方』秀和システム、2024年10月。ISBN 978-4-7980-7364-4。
- 『知識ゼロからのHeyGenでAIアバターチューバーになる方法』秀和システム、2025年3月。ISBN 978-4-7980-7440-5。
- 『生成AIを活用して独学でエンジニアにジョブチェンジする方法』北村薫監修、秀和システム、2025年5月。ISBN 978-4-7980-7510-5。